# Albrecht Noth
Albrecht Noth (Königsberg, 23 settembre 1937 – Rheinsberg, 22 febbraio 1999) è stato un islamista e storico tedesco.

## Biografia
Studiò, prima dell'università, a Bonn e poi completò la sua preparazione di storia medievale e storia moderna nell'Università di Friburgo, dove si laureò nel 1965 con una tesi di laurea intitolata "Heiliger Krieg und heiliger Kampf in Islam und Christentum: Beiträge zur Vorgeschichte und Geschichte der Kreuzzüg" (La guerra santa e lo scontro sacro nell'Islam e nel Cristianesimo: Contributi per una storia antica e per una storia della Crociata).

Nel 1970 ottenne l'abilitazione all'insegnamento nell'Università di Bonn con una pubblicazione dal titolo Quellenkritische Studien zu Themen, Formen und Tendenzen frühislamischer Geschichtsüberlieferung (Fonti critiche su temi, forme e tendenze della prima tradizione storiografica islamica).

## Carriera scientifica
Dall'aprile del 1971 Noth opera nel Seminar für Orientalische Sprachen (SOS) dell'Università di Bonn e nell'aprile del 1980 si trasferisce nell'Università di Amburgo come Professore di "Storia e cultura del Vicino Oriente".
Albrecht Noth è stato Visiting Professor nel 1973 nell'Università della California, Los Angeles (UCLA); nel 1989 nell'Università di Ṣanʿāʾ (Yemen); nel 1990/91 nell'Università di Bordeaux; nel 1997 nell'Università di al-Azhar (Il Cairo, Egitto).
 
Per i suoi contributi scientifici orientalistici, Albrecht Noth è stato selezionato dalla Segreteria dell'Estado de Universidades e Investigación di Spagna per il Premio Humboldt-Mutis nel 1990.
Come curatore, Noth nel 1975 fu responsabile dell'edizione dei documenti arabi e greco-arabi del Codex Diplomaticus Regni Siciliae; nel 1976 fu condirettore della rivista scientifica Saeculum e nel 1982 direttore della rivista Der Islam e degli Studien zur Sprache, Geschichte und Kultur des islamischen Orients (Studi sulla lingua, la storia e la cultura dell'Oriente islamico), pubblicati come Supplemento a Der Islam.

Nelle sue ricerche Noth privilegia nettamente un approccio storico. Egli si concentra su campi comuni della storia europea e islamica, della storiografia musulmana e della storia delle minoranze non musulmane nel mondo islamico.
Ha partecipato a diversi progetti dell'Istituto per l'"Antropologia storica" (Historische Anthropologie), come "Sviluppo e cambiamento delle tradizioni giuridiche" (Entstehung und Wandel rechtlicher Traditionen), "Infanzia-Gioventù-Famiglia" (Kindheit-Jugend-Familie) e "Uccidere in guerra" (Töten im Krieg).
 
Dal 1979 al 1987 ha condotto per conto del Dipartimento della Cultura del Ministero degli Esteri tedesco una missione riguardante l'archiviazione e il restauro dei manoscritti e dei frammenti della più grande collezione esistente dei più antichi lacerti coranici in Yemen e dal 1992 ha avviato lo studio sui "Fondamenti storici della situazione e i problemi relativi alle minoranze (islamiche e non islamiche) nei paesi musulmani del Medio Oriente" (Die historischen Grundlagen für die Situation und Probleme der Minderheiten (islamische und nicht-islamische) in den muslimischen Ländern des Nahen Ostens).

## Opere scelte
- "Quellenkritische Studien zu Themen, Formen und Tendenzen frühislamischer Geschichtsüberlieferung". In: Bonner Orientalistische Studien, N.S. 25. Bonn, 1973; trad. inglese a cura di Lawrence Conrad, The Early Arabic Historical Tradition, Londra, 1994
- "Zum Verhältnis von Recht und Geschichte im Islam". In: SAECULUM 26 (1975), pp. 341-346
- "Möglichkeiten und Grenzen islamischer Toleranz". In: SAECULUM 29 (1978), pp. 190-204
- "Die arabischen Dokumente König Rogers II. von Sizilien", 2. Teil in: C. Brühl, Urkunden und Kanzlei König Rogers II. von Sizilien (Colonia/Vienna, 1978), pp. 217-261;
- (ed. con [Hans R. Roemer]): Studien zur Geschichte und Kultur des Vorderen Orients. Festschrift für Bertold Spuler zum siebzigsten Geburtstag, Leida, 1981
- "Alcune osservazioni a proposito dell'edizione dei documenti arabi dei re normanni di Sicilia". In: Atti della Accademia di Scienze Lettere e Arti di Palermo, Serie quinta, Volume I (Palermo, 1982), pp. 123-129
- "Das Reich des Kalifen". In: Die islamische Welt I (=Forschung und Information. Schriftenreihe der RIAS-Funkuniversität, vol. 35), Berlino, 1984, pp. 25-34
- Der Islam und die nicht-islamischen Minderheiten. In: W. Ende/U. Steinbach (a cura di), Der Islam in der Gegenwart (Monaco di Baviera, Beck, 1984) pp. 527-538
- "Der frühe Islam". In: U. Haarmann (Hrsg.), Geschichte der Arabischen Welt (Beck, München 1987), pp. 11-100
- "Abgrenzungsprobleme zwischen Muslimen und Nicht-Muslimen". In: Jerusalem Studies in Arabic and Islam (JSAI) 9 (= Festschrift Kister), Gerusalemme, 1987, pp. 290-315
- "Der Dschihad: Sich mühen für Gott". In: G. Rotter (Hrsg.), Die Welten des Islam (Fischer, Francoforte sul Meno, 1993). pp. 22-32
- The Early Arabic Historical Tradition. A Source-Critical Study = Studies in Late Antiquity and Early Islam 3. Princeton 1994
- "Glaubenskriege des Islam im Mittelalter". In: Veröff. Joachim Jungius-Ges. Wiss. Hamburg, 83 (1996), pp. 109-122
- (ed. [con Jürgen Paul]): Der islamische Orient. Grundzüge seiner Geschichte, Würzburg 1998. (1) "Von der medinensischen "Umma" zu einer muslimischen Ökumene" (2) "Schichten und Gruppen innerhalb der 'Umma'" // beide. pp. 81-149

Traduzioni
- Traduzione in italiano: I documenti arabi di Ruggero II, 2. Teil in: C. Brühl, Diplomi e Cancelleria di Ruggero II. Palermo, 1983. pp. 189-222

| Controllo di autorità | VIAF (EN) 84476534 · ISNI (EN) 0000 0000 8398 0585 · SBN PALV010577 · LCCN (EN) n82094969 · GND (DE) 120061074 · BNF (FR) cb126704617 (data) · J9U (EN, HE) 987007265894405171 |